# Bordeaux Open 1991
L'ATP Bordeaux 1991 è stato un torneo di tennis giocato sulla terra rossa. È stata la 13ª edizione dell'ATP Bordeaux, che fa parte della categoria World Series nell'ambito dell'ATP Tour 1991. Il torneo si è giocato a Bordeaux in Francia, dal 9 al 15 settembre 1991.

## Campioni

### Singolare maschile
Guy Forget ha battuto in finale  Olivier Delaître con il punteggio di 6–1, 6–3

### Doppio maschile
Arnaud Boetsch /  Guy Forget hanno battuto in finale  Patrik Kühnen /  Alexander Mronz con il punteggio di 6–2, 6–2